# Божинов, Валерий
Вале́рий Эми́лов Божи́нов (болг. Валери Емилов Божинов; род. 15 февраля 1986[…], Горна-Оряховица, Великотырновская область) — болгарский футболист, нападающий клуба «Септември». Победитель Серии Б, двукратный чемпион Сербии и обладатель Кубка Сербии. Считался потенциально талантливым футболистом, однако не смог оправдать ожиданий.
На протяжении карьеры Божинов играл за семнадцать клубов из Италии, Англии, Португалии, Болгарии, Сербии, Хорватии, Китая и Швейцарии. Выступал за сборную Болгарии.

## Биография
Родился в Горна-Оряховице. В возрасте 12 лет переехал на Мальту с матерью и отчимом, которые тоже были футболистами и играли за сборную Болгарию. Там Божинов начал делать свои первые шаги в футболе в академии клуба «Пьета Хотспурс».
Когда Божинову было 14 лет, его подписал футбольный клуб «Лечче» за сумму, равную примерно 16 тыс. евро.

## Карьера

### Лечче
Дебютировал в итальянском «Лечче» 22 января 2002 года в 15-летнем возрасте. Первый гол в Серии А забил 6 января 2004 года в домашнем поединке против «Болоньи», став самым молодым неитальянским игроком, забивший в Серии А. Суммарно провёл за клуб более полусотни матчей, забив при этом около полутора десятков голов. За время выступления за клуб был впервые вызван в национальную сборную Болгарии.

### Фиорентина
В январе 2005 года в возрасте 20 лет был куплен итальянской «Фиорентиной» за 13 млн евро. В матче против «Палермо» 2 февраля 2005 года дебютировал за «Фиорентину». 26 февраля 2005 года забил свой первый гол за «Фиорентину» в матче с «Удинезе». 8 мая 2005 года Божинов забил победный гол на 79-й минуте в матче против «Кьево» на стадионе «Марк’Антонио Бентегоди» (2:1). В сезоне 2004/05 Божинов провёл в общей сложности девять матчей, забив два гола.
В июле 2006 года перешёл в «Ювентус», что являлось частью сделки по переходу Адриана Муту в «Фиорентину». В разгар сезона 2006/07 был возвращён в «Фиорентину», откуда был продан в «Манчестер Сити» за 4,1 млн фунтов стерлингов. В сентябре 2007 года получил тяжёлую травму и пропустил 4 месяца.
4 июля 2010 года «Парма» выкупила трансфер Божинова за 5 млн фунтов стерлингов.
6 июля 2011 года игрок подписал контракт с португальским клубом «Спортинг» (Лиссабон) сроком на 5 лет.
30 января 2012 года игрок перешёл в «Лечче» на правах аренды до конца сезона 2011/12.

## Личная жизнь
Был женат на болгарской модели Николетте Божиновой (Лозановой), 1 апреля 2012 года у них родилась дочь Николь. Через 4 года после свадьбы пара рассталась. От первого брака с известной болгарской певицей Алисией имеет сына Валерия.